# SS Bluefields (1917)
El SS Bluefields K-530 (antiguamente llamado Lake Mohonk 1917-1920,Astmacho III 1920-1923,Ormidale 1923-1938 y Júpiter 1938-1941) fue un carguero nicaragüense que estuvo en servicio de 1917 a 1942.
Fue hundido en la Tercera Batalla del Atlántico frente a la costa de los Estados Unidos ante las flotillas de submarinos nazis. Su tripulación sacrificó el navío para salvar a otro barco.
Fue botado como Norwegian Motor I para K. Salvesen de Oslo y siendo solicitado por la US Shipping Board (USSB) y completado en octubre de 1917 como SS Lake Mohonk en 1919 rebautizado como Astmahco III por Astmahco, Nueva York. En  1921 es rebautizado como Ormidale para Ormidale SS Corp de Wilmington. En 1927 es vendido a Gravel Motorship Corp de Búfalo y en 1937 a Old Ben Coal Corp de Nueva York. En 1938 es vendido a Honduras y rebautizado como Júpiter y luego rebautizado como Bluefields por Lisardo García en Puerto Cortés.

## Hundimiento
Entre las 20:20 y las 20:25 horas a. m. del 15 de julio de 1942 el U-boot alemán U-576 disparó cuatro torpedos contra el convoy KS-520. El primero daño lo recibió el USS Chilore y el segundo daño el USS J.A. Mowinckel, el tercero hundió al Bluefields y el cuarto falló al segundo barco. El submarino se perdió después de este ataque. Ambos barcos dañados más tarde se toparon con un campo de minas defensivo de EE. UU., donde el Chilore se perdió y el J.A. Mowinckel quedó aún más dañado, pero luego fue reparado aunque el Bluefields se hundió sin víctimas, solo el barco, quedando como pérdida total.

## Pecio
El pecio del navío en la actualidad está en buenas condiciones exteriormente incluyendo unas cuantas ametralladoras y dos camiones Kenworth aunque se perdió gran parte. Su lugar de naufragio está a 12 millas náuticas de la costa de Carolina del Sur.